# Charles Grant, 1:e baron Glenelg
Charles Grant, 1:e baron Glenelg, född den 26 oktober 1778 i Kidderpore nära Calcutta, död den 23 april 1866 i Cannes, var en skotsk statsman. 
Grant tillhörde underhuset från 1811 till 1835, då han upphöjdes till baron och tog säte i överhuset. Han blev skattkammarlord 1813 samt var sekreterare för Irland 1819–23, vicepresident för Board of Trade 1823–27 och president för detta och skattmästare för flottan 1827–28. Som president för Board of Control i ministären Grey från 1830 genomförde han 1833 en reglering av Ostindiska kompaniets ställning, varigenom detta behöll Indiens förvaltning, men avstod all sin egendom till kronan mot en årlig summa och en garantifond. Som sekreterare för kolonierna 1835–39 i lord Melbournes ministär ådrog han sig mycket missnöje särskilt genom sin sydafrikanska och kanadensiska politik, och inom själva ministären påyrkade slutligen lord John Russell och hans vänner Glenelgs tillbakaträdande, som kom till stånd den 8 februari 1839.